# Жити книгою мого життя
"Living the Book of My Life" ("Жити книгою мого життя") — дебютний альбом актора Філіпа Майкла Томаса, випущений у 1985 році. Написаний і спродюсований самим Томасом, альбом був одним із етапів його наміру виграти комбінацію «EGOT» на премії «Еммі», « Греммі», « Оскар» і « Тоні». Незважаючи на його амбіції та участь кількох відомих сесійних музикантів у стилі реггі, альбом був описаний як «бомба» і отримав негативні відгуки музичних критиків як після виходу, так і в ретроспективі.

## Створення
Філіп Майкл Томас почав працювати над « Жити книгою мого життя», коли знімався в телесеріалі «Поліція Маямі» ; він написав та спродюсував платівку як частину своєї оголошеної мети стати переможцем «EGOT ». Томас придумав цю абревіатуру, щоб описати свої амбіції виграти премії «Еммі», « Греммі», « Оскар» і « Тоні» у своїй кар'єрі. Хоча в основному актор, Томас мав попередній музичний досвід, знявшись у мюзиклі 1976 року "Сяйво".
Заявивши про реліз Living the Book of My Life наприкінці 1985 року, Томас порівняв його з різдвяним подарунком, констатуючи: «Ви знаєте, якою буде реклама для LP? «Відвези мене додому і ввімкни мені — Філіпа Майкла Томаса на Різдво». Цього року я Дід Мороз.Я Різдво»  З Томасом над альбомом працювали відомі музиканти студії реггі, в тому числі перкусіоніст Узія Томпсон, саксофоніст Дін Фрейзер і гітарист Джеффрі Чанг ; бек-вокал також надала Бетті Райт.
Альбом "Living the Book of My Life" здебільшого отримав  негативні відгуки. Сучасна рецензія Аніти Сарко для журналу "Spin" критикувала написання альбому та голос Томаса. Сарко несприятливо порівняла елементи платівки з Бозом Скеггсом та «Останніми поетами» і описала спів Томаса як "такий слабкий, такий неживий".  Курт Лодер, редактор журналу "Rolling Stone", писав в 1986 році, що альбом був "величезною бомбою", і назвав його "холодною кашею нудного реггі, текст - як зморщена джамбалая самозахопленого психопата". Лодер зазначив, що Томас був відомий своєю харизмою, але це не вплинуло на його музику.
Працюючи в журналі "Entertainment Weekly" у 1996 році, Річ Браун включив його до списку «невдалих альбомів» акторів, виділивши пісню «Fish and Chips» як найгіршу. Браун зазначив, що, так як Томас продюсував і написав альбом, «принаймні ми знаємо, кого звинувачувати». Подібна ретроспектива акторських альбомів "Spin" у 2007 році описала його як «тонку крапельку нью-ейджської поп/R&B дурниці», зазначивши, що вона «швидко висохла» порівняно з пізнішим випуском альбому Томаса, співавтора Miami Vice. зірки Дона Джонсона. Ретроспективний огляд альбому Десмонда Альфонсо 2014 року для журналу "Large-Up" описав запис як «визначення «невиправданого марнославного проекту»»; Альфонсо виділив пісню «Just the Way I Planned It» за її «загадливий, але безглуздий ритм-енд-блюз».

## Трек-лист
| #     | Назва                                           | Тривалість |
| ----- | ----------------------------------------------- | ---------- |
| 1.    | «Livin' the Book of My Life»                    | 3:45       |
| 2.    | «Just the Way I Planned It»                     | 4:31       |
| 3.    | «You Might Be the Lucky One»                    | 3:55       |
| 4.    | «Fish and Chips»                                | 4:25       |
| 5.    | «Everything Happens in Its Own Time»            | 4:50       |
| 6.    | «She's a Liar»                                  | 4:36       |
| 7.    | «I'm in Love With the Love That You Give to Me» | 4:30       |
| 8.    | «Stay (In My Loving Arms Tonight)»              | 3:30       |
| 9.    | «All My Love»                                   | 3:27       |
| 10.   | «La Mirade»                                     | 5:37       |
| 43:06 |                                                 |            |

Особовий склад групи

1. ↑  Celebrity Beat. Jet. 68 (10): 56. 20 травня 1985. Архів оригіналу за 1 листопада 2021. Процитовано 1 листопада 2021.
2. ↑  Long, Tim (26 лютого 2008). The Oscars: Where Is the Love for Philip Michael Thomas. Vanity Fair. Архів оригіналу за 13 квітня 2012. Процитовано 15 березня 2012.
3. 1 2 3  Alfonso, Desmond (2 жовтня 2014). Throwback Thursdays: Philip Michael Thomas’ “Living The Book Of My Life”. Large-Up. Архів оригіналу за 2 жовтня 2021. Процитовано 3 жовтня 2021.
4. ↑  Words of the Week. Jet. 69 (15): 40. 23 грудня 1985. Архів оригіналу за 1 листопада 2021. Процитовано 1 листопада 2021.
5. ↑  Loder, Kurt (25 вересня 1986). Don Johnson Wants to Be a Rock & Roll Star. Rolling Stone. Архів оригіналу за 2 жовтня 2021. Процитовано 2 жовтня 2021.
6. ↑  Brown, Rich (18 жовтня 1996). Movie Stars' Failed Albums. Entertainment Weekly. Архів оригіналу за 2 жовтня 2021. Процитовано 2 жовтня 2021.
7. ↑  Aaron, Charles (August 2007). They Came from Hollywood. Spin. 23 (8): 76. Архів оригіналу за 1 листопада 2021. Процитовано 1 листопада 2021.